# Federico Cesi
Federico Cesi (Roma, 1º de julho de 1500 - Roma, 28 de janeiro de 1565) foi um cardeal italiano do século XVI.

## Biografia
Filho de Angelo Cesi, nobre romano, e de Francesca (Franceschina) Cardoli. Irmão do Cardeal Paolo Emilio Cesi (1517). Primo em segundo grau do cardeal Pierdonato Cesi, Sr. (1570). Parente dos cardeais Bartolomeo Cesi (1596) e Pierdonato Cesi, Jr. (1641). Seu sobrenome também está listado como Cesa; como Césio; e como Cæsi.
Estudou Direito em Roma. Trabalhou como advogado em Roma, mas depois abandonou a profissão para ingressar no sacerdócio.
Eleito bispo de Todi com dispensa por ainda não ter atingido a idade canônica, em 12 de junho de 1523. Consagrado em 22 de setembro de 1538, na sacristia papal, Roma, por Alfonso Oliva, bispo de Bovino, sacristão papal, auxiliado por Cristofor Spiriti, bispo de Cesena, e por Baldo Ferratini, bispo de Lipari. Clérigo da Câmara Apostólica.
Criado cardeal-presbítero no consistório de 19 de dezembro de 1544; recebeu o barrete vermelho e o título de S. Pancrazio em 9 de janeiro de 1545. Renunciou ao governo da sé de Todi em 11 de março de 1545. Administrador da sé de Cervia, 11 de março de 1545; renunciou em 23 do mesmo mês.Administrador da sé de Caserta, 9 de novembro de 1549 a 12 de fevereiro de 1552. Participou o conclave de 1549-1550, que elegeu o Papa Júlio III. Optou pelo título de S. Prisca, 28 de fevereiro de 1550. Administrador da sé de Vulturara e Montecorvino, 15 de julho de 1550; renunciou à administração em 14 de março de 1551. Administrador da Sé de Cremona em 18 de março de 1551; renunciou à administração, 13 de março de 1560. Camerlengo do Sagrado Colégio dos Cardeais, 7 de janeiro de 1555 a 10 de janeiro de 1556.
Cardeal Cesi participou do conclave de abril de 1555, que elegeu o Papa Marcelo II, e do conclave de maio de 1555, que elegeu o Papa Paulo IV. Promovido a ordem dos cardeais-bispos e a sé suburbana de Palestrina, em 20 de setembro de 1557. Participou do conclave de 1559, que elegeu o Papa Pio IV. Passou para a sé suburbana de Frascati em 18 de maio de 1562, e depois para a sé suburbana de Porto e Santa Rufina, em 12 de maio de 1564. Vice-reitor do Sagrado Colégio dos Cardeais. Foi amigo do cardeal Carlo Borromeo, Ignacio de Loyola e Filipe Néri, todos futuros santos. Ele criou um dos jardins mais famosos da Roma moderna perto da Basílica de São Pedro. Lá, ele expôs sua coleção de antiguidades, um jardim de esculturas, retratado em uma pintura de Hendrick van Cleve III.
O Cardeal Federico Cesi morreu em Roma em 28 de janeiro de 1565, às 20 horas, na sua residência romana. Em 30 de janeiro de 1565, seu corpo foi transferido para a igreja de S. Caterina de' Funari, que ele havia fundado a pedido de Ignacio de Loyola, fundador da Companhia de Jesus; posteriormente, levado à basílica patriarcal da Libéria e sepultado na capela de sua família.